# Paya Bujok Blang Pase
Paya Bujok Blang Pase is een bestuurslaag in het regentschap Langsa van de provincie Atjeh, Indonesië. Paya Bujok Blang Pase telt 4327 inwoners (volkstelling 2010).